# Ghostwire: Tokyo
Ghostwire: Tokyo es un videojuego de terror y acción japonés perteneciente al género de acción y aventura desarrollado por la empresa Tango Gameworks, el videojuego es la más reciente entrega dirigida por Ikumi Nakamura, una de las artistas principales en videojuegos como Okami, Bayonetta, The Evil Within y es considerada la discípula de Shinki Mikami. Fue anunciado por Mikami en el año 2019, y su lanzamiento se produjo el 25 de marzo de 2022 en PlayStation 5 y Microsoft Windows y el 12 de abril de 2023 en  Xbox Series X|S.

## Argumento
En la ciudad de Tokio, capital de Japón, en una dimensión posapocalíptica ocurren hechos paranormales relacionados con extrañas fuerzas responsables de la desaparición de la mayoría de la población.
El jugador toma el papel de un superviviente de los sucesos, que también posee nuevas y extrañas habilidades que deberá usar para descubrir qué es lo que está ocurriendo en la capital japonesa.

## Producción
Shinji Mikami anunció ya en 2018 que estaba trabajando en un nuevo proyecto con su estudio Tango Gameworks. Fue en la conferencia E3 del año 2019 que se presentó finalmente el primer tráiler del videojuego, en el que se detalló que sería una entrega de misterio y acción, ambientada en Tokio (Japón) y que permitiría la selección de personajes hombre o mujer.